# Karhunsuo-Hietakankaanniemi
Karhunsuo-Hietakankaanniemi este o arie protejată (arie specială de conservare — SAC, sit de importanță comunitară — SCI) din Finlanda întinsă pe o suprafață de 94 ha, integral pe uscat.

## Localizare
Centrul sitului Karhunsuo-Hietakankaanniemi este situat la coordonatele 60°50′19″N 27°02′22″E / 60.8386°N 27.0394°E.

## Înființare
Situl Karhunsuo-Hietakankaanniemi a fost declarat sit de importanță comunitară în august 1998 pentru a proteja 1 specie de animale. Situl a fost protejat și ca arie specială de conservare în aprilie 2015.

## Biodiversitate
Situată în ecoregiunea boreală, aria protejată conține 3 habitate naturale: Turbării active, Taiga vestică, Mlaștini împădurite.
La baza desemnării sitului se află o specie protejată de  mamifere: veveriță zburătoare siberiană (Pteromys volans).
Pe lângă speciile protejate, pe teritoriul sitului au mai fost identificate 4 specii de plante, 42 de specii de păsări, 2 specii de nevertebrate.